# Gruschwitz Textilwerke
Die Gruschwitz Textilwerke GmbH ist ein Unternehmen der Textilindustrie mit Sitz in Leutkirch im Allgäu im baden-württembergischen Landkreis Ravensburg in Deutschland.

## Anfänge
Das Unternehmen wurde im Jahre 1816 im schlesischen Neusalz an der Oder von Johann David Gruschwitz gegründet, es ging aus einem Betrieb der Herrnhuter Brüdergemeine hervor. 1847 schied Gruschwitz aus dem Unternehmen aus, das seine Söhne Heinrich Gruschwitz (1816–1885) und Alexander Gruschwitz (1819–1888) unter der Firma J. D. Gruschwitz & Söhne oHG erfolgreich weiterführten. Das Unternehmen wurde 1906 in die Gruschwitz Textilwerke AG umgewandelt, in deren Leitung auch die Familien Doherr (Doherr-Gruschwitz) und von Treskow als Gruschwitz-Nachkommen vertreten waren. Während des Ersten Weltkriegs beschäftigen die Gruschwitz-Werke über 3.500 Menschen.
Zum Ende des Zweiten Weltkriegs lagen alle Gruschwitz-Werke im Einflussgebiet der Roten Armee und wurden als Sowjetische Aktiengesellschaft entschädigungslos enteignet. Die zuletzt 4.000 Mitarbeiter wurden beschäftigungslos. Mit Hilfe einiger alter Mitarbeiter eröffnete Franz Alexander Doherr-Gruschwitz 1950 im bayerischen Neu-Ulm in zunächst gemieteten Räumen eine kleine Zwirnproduktion.

## Neuere Geschichte

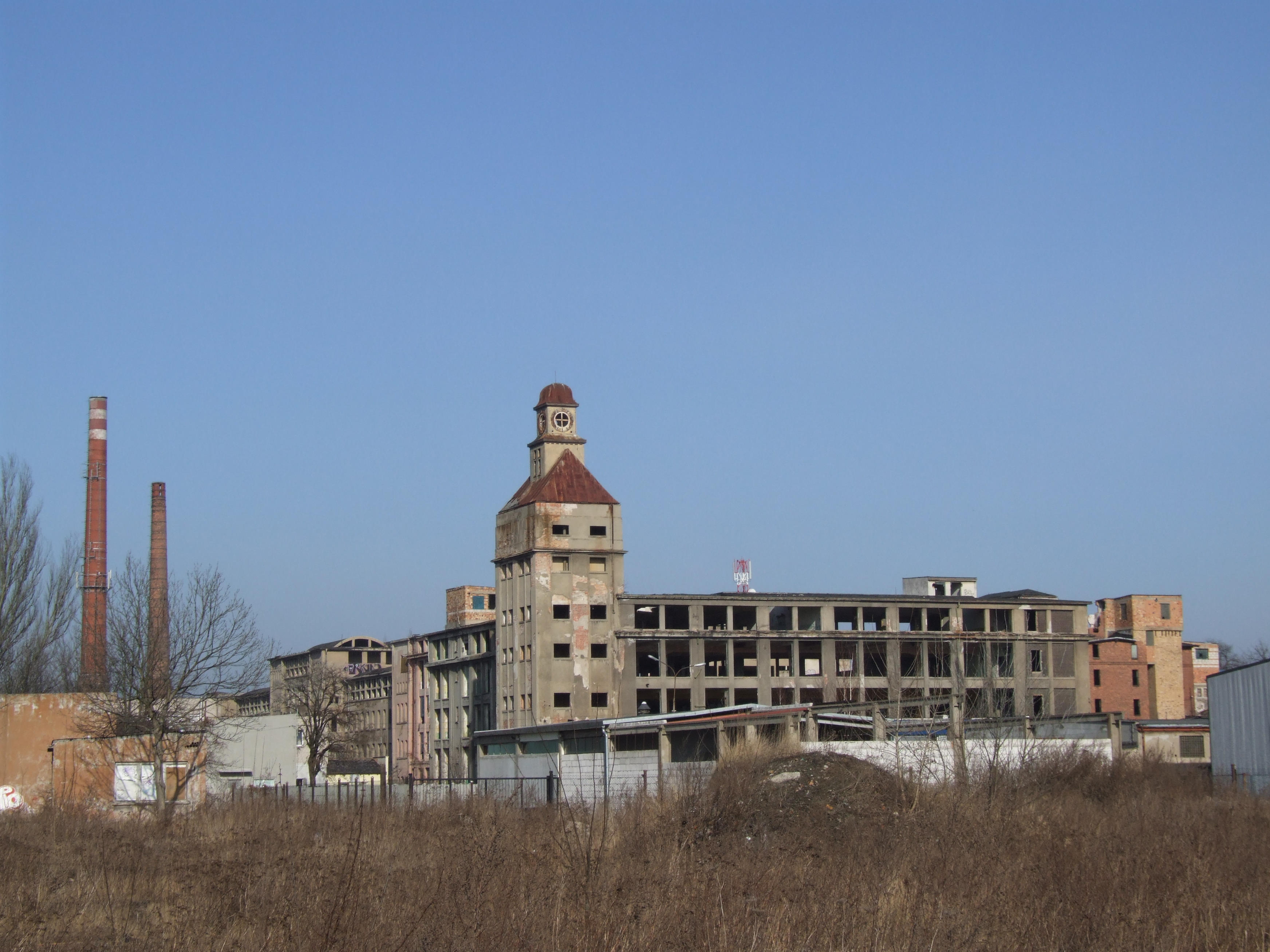
Ruinöses Fabrikgebäude der Gruschwitz Textilwerke AG in Neusalz / Nowa Sól (Foto 2008)

Im Jahre 2004 zog Gruschwitz von Neu-Ulm nach Leutkirch im Allgäu, nachdem das Unternehmen zuvor zwei andere Firmen der Textilbranche (Fritz Zorn GmbH & Co. KG, Leutkirch und Lozetex GmbH Tech-Twists, Winterlingen) übernommen hatte. 2005 wurde das operative Geschäft vollständig an die ebenfalls in Leutkirch im Allgäu ansässige Gruschwitz GmbH Tech-Twists ausgegliedert. Diese 100%ige Tochtergesellschaft ist in Westeuropa führend bei der Entwicklung und Produktion technischer Zwirne, Garne und Nähfäden. Dabei werden als Rohstoffe sowohl einfache Naturfasern als auch moderne Chemiefasern verarbeitet. Gruschwitz befindet sich heute zu mehr als 75 % im Besitz von Philipp Daniel Merckle und beschäftigt in Leutkirch im Allgäu rund 150 Mitarbeiter.